# Malika Abdullaxoʻjayeva
Malika Samadovna Abdullaxoʻjayeva, née le 28 novembre 1932 à Moscou et morte le 26 juin 2018 à Tachkent, est une pathologiste soviétique puis ouzbèke. Elle est membre à part entière de l'Académie des sciences d'Ouzbékistan et est honorée du titre de Héros de l'Ouzbékistan en 2006.

## Biographie

### Jeunesse et éducation
Abdullaxoʻjayeva naît le 28 novembre 1932 à Moscou, au sein d'une famille d'étudiants de l'Université communiste des travailleurs de l'Est.
Abdullaxoʻjayeva obtient son diplôme avec médaille d'or de l'école secondaire n°110 de Tachkent en 1950. Elle intègre la faculté de médecine de l'Institut médical d'État de Tachkent (TashGosMI) où elle obtient son diplôme en 1956 avec mention. Par la suite, elle poursuit des études de troisième cycle au Brain Institute de l'Académie des sciences médicales de l'URSS (laboratoire d'histochimie) en 1960. Le 27 décembre 1960, elle soutient sa thèse pour l'obtention du diplôme de Candidat en sciences médicales devant le Conseil académique du département médical et biologique de l'Académie des sciences médicales de l'URSS.
En 1968, Malika Abdullaxoʻjayeva soutient sa thèse de doctorat. Elle est nommée professeure en 1970.

### Carrière
Abdullaxoʻjayeva travaille à l'Institut médical d'État de Tachkent de 1963 à 1969. Elle dirige simultanément le département de pathomorphologie avec le laboratoire d'histochimie à l'Institut de recherche en radiologie, radiologie et oncologie du ministère de la Santé de la RSS d'Ouzbékistan.
À partir de 1969, Abdullaxoʻjayeva occupe le poste de chef du département d'anatomie pathologique à l'Institut médical d'État de Tachkent. En 1990, après la division de l'institut, elle dirige le département d'anatomie pathologique du Second TashMI, et ce jusqu'en 2000.
De 1972 à 1997, Abdullaxoʻjayeva occupe le poste de pathologiste en chef du ministère de la Santé de la République d'Ouzbékistan.
En 1995, elle est élue membre correspondant, et en 2000, membre à part entière (académicienne) de l'Académie des sciences d'Ouzbékistan.
Abdullaxoʻjayeva est l'autrice de nombreux manuels et guides, y compris pour les étudiants étrangers, ainsi que d'un atlas destiné aux étudiants de la Faculté de dentisterie. De 1997 à 1999, Abdullaxoʻjayeva a publié le premier manuel ouzbek en deux volumes pour les étudiants de troisième année des universités médicales, intitulé Fondements de la pathologie humaine.
Malika Abdullaxoʻjayeva meurt le 26 juin 2018, à l'âge de 85 ans.

## Récompenses et distinctions
Abdullaxoʻjayeva est désignée Scientifique honorée de la RSS d'Ouzbékistan en 1980. Elle est décorée de la Médaille « pour la valeur au travail » en 1970, de l'Ordre de l'Insigne d'honneur en 1976, de la médaille « Vétéran du Travail » (1984), de la médaille « Oliy Talim A'lochisi » en 2000 et de l'Ordre « Mekhnat Shukhrati » (2003). En 2006, elle est récompensée du titre d'Ouzbékistan Qahramoni (« Héroïne de l'Ouzbékistan ») avec la remise de l'Étoile d'Or.